# 30063 Jessicashi
30063 Jessicashi è un asteroide della fascia principale. Scoperto nel 2000, presenta un'orbita caratterizzata da un semiasse maggiore pari a 2,2487392 UA e da un'eccentricità di 0,1755532, inclinata di 3,17085° rispetto all'eclittica.